# Cristián Bejarano
Cristián Bejarano (n. 25 iulie 1981, Chihuahua, Chihuahua, Mexic) este un boxer ce a reprezentat Mexic, medaliat olimpic. A participat la o ediție a Jocurilor Olimpice (2000) în care a câștigat o medalie de bronz.

## Participări
Lista de mai jos prezintă principalele competiții la care a participat Cristián Bejarano de-a lungul carierei.
- boxing at the 2000 Summer Olympics – lightweight[*]